# (389) Industria
(389) Industria – planetoida z pasa głównego asteroid okrążająca Słońce w ciągu 4 lat i 79 dni w średniej odległości 2,61 j.a. Została odkryta 8 marca 1894 roku w Observatoire de Nice w Nicei przez Auguste Charloisa. Nazwa planetoidy pochodzi od łacińskiego słowa industria oznaczającego pracowitość. Przed jej nadaniem planetoida nosiła oznaczenie tymczasowe (389) 1894 BB.